# Koko i duhovi (2011.)
Koko i duhovi je hrvatski dječji film iz 2011. godine koji je režirao Daniel Kušan. U filmu glume dječji glumci-naturščici koje predvode Antonio Parač, Nina Mileta i Kristian Bonačić.

## Premisa
Adaptiran prema knjizi autora Ivana Kušana istoimenog naziva, film Koko i duhovi progovara o zgodama i nezgodama Ratka Milića "Koka" koji se seli iz sela u grad gdje stječe nove prijatelje, no kada upadne u nevolju, zatražit će pomoć onih "starih". Stan u koji se Koko useljava sa svojom obitelji pripadao je Vinceku, starom škrtcu čija je smrt obavijena velom misterije. Film će pokušati odgovoriti na pitanje postoje li duhovi i hoće li Koko uz pomoć svojih prijatelja razriješiti misterij Vincekove smrti.

## Produkcija
Snimanja filma započela su u listopadu i studenom 2010., dok je izdanje planirano za 2011. godinu.

## Uloge
- Antonio Parač - Ratko "Koko" Milić
- Nina Mileta - Marica Milić
- Kristian Bonačić - Zlatko Brnčić
- Filip Mayer - Miki
- Ivan Maltarić - Božo
- Ozren Grabarić - Josip Milić
- Dijana Vidušin - Neda Milić
- Predrag Vušović - Vincek
- Franjo Dijak - Drago
- Almira Osmanović - Ruža
- Olga Pakalović - Katarina
- Rakan Rushaidat - inspektor Krivić
- Saša Anočić - Vladislav Brnčić
- Sandra Lončarić - Jagoda
- Damir Orlić - Ljubo
- Darko Janeš - Kokov učitelj
- Željko Königsknecht - taksist
- Hana Hegedušić - novinarka
- Dean Krivačić - Franjo
- Milivoj Beader - Bugarin
- Goran Malus - policajac
- Zoran Šprajc - voditelj Dnevnika
- pas Artuu - Car

## Nastavci
Nakon uspjeha filma "Koko i duhovi", uslijedila su tri nastavka: "Zagonetni dječak" (2013.), "Ljubav ili smrt" (2014.) i "Uzbuna na Zelenom Vrhu" (2017.), potonja koja se odvija prije događaja iz prvih triju filmova.